# Selección de fútbol sub-17 de Ghana
La Selección de fútbol sub-17 de Ghana, también conocida como Selección infantil de fútbol de Ghana, es el equipo representativo del país en la Copa Mundial de Fútbol Sub-17 y en el Campeonato Africano Sub-17, y es controlada por la Asociación de Fútbol de Ghana.

## Historial
Es uno de los equipos sub-17 más reconocidos de África y del mundo por la gran cantidad de jugadores que producen, los cuales principalmente van a equipos europeos, y también lo respaldan sus dos títulos mundiales de la categoría en 4 finales que ha jugado. También incluye una semifinal.
La etapa más importante de Ghana ha sido en los años 1990s, en la que ganaron sus títulos mundiales y aparecieron en todos los mundiales en ese lapso de tiempo, con jugadores que integran las otras representaciones nacionales y la mayoría llegan a integrar la selección mayor.
También son fuertes dentro de África, en donde han sido campeones en 2 ocasiones y han sido finalistas una vez.

## Palmarés
- Copa Mundial de Fútbol Sub-17:
  -  Campeón (2): 1991, 1995.
  -  Subcampeón (2): 1993, 1997.
  -  Tercero (1): 1999.

- Campeonato Africano Sub-17:
  -  Campeón (2): 1995, 1999.
  -  Subcampeón (2): 2005, 2017.
  -  Tercero (2): 1997, 2007.

## Estadísticas

### Mundial Sub-17
| Año   | Ronda            | J            | G            | E1           | P            | GF           | GC           | GD           |
| ----- | ---------------- | ------------ | ------------ | ------------ | ------------ | ------------ | ------------ | ------------ |
| 1985  | No participó     | No participó | No participó | No participó | No participó | No participó | No participó | No participó |
| 1987  | No clasificó     | No clasificó | No clasificó | No clasificó | No clasificó | No clasificó | No clasificó | No clasificó |
| 1989  | Fase de grupos   | 3            | 0            | 2            | 1            | 2            | 3            | -1           |
| 1991  | Campeón          | 6            | 4            | 21           | 0            | 8            | 3            | +5           |
| 1993  | Subcampeón       | 6            | 5            | 0            | 1            | 14           | 3            | +11          |
| 1995  | Campeón          | 6            | 6            | 0            | 0            | 13           | 4            | +9           |
| 1997  | Subcampeón       | 6            | 4            | 1            | 1            | 14           | 5            | +9           |
| 1999  | Tercer lugar     | 6            | 4            | 21           | 0            | 19           | 5            | +14          |
| 2001  | No clasificó     | No clasificó | No clasificó | No clasificó | No clasificó | No clasificó | No clasificó | No clasificó |
| 2003  | No clasificó     | No clasificó | No clasificó | No clasificó | No clasificó | No clasificó | No clasificó | No clasificó |
| 2005  | Fase de grupos   | 3            | 0            | 3            | 0            | 3            | 3            | 0            |
| 2007  | Cuarto lugar     | 7            | 4            | 0            | 3            | 13           | 9            | +4           |
| 2009  | No clasificó     | No clasificó | No clasificó | No clasificó | No clasificó | No clasificó | No clasificó | No clasificó |
| 2011  | No clasificó     | No clasificó | No clasificó | No clasificó | No clasificó | No clasificó | No clasificó | No clasificó |
| 2013  | No clasificó     | No clasificó | No clasificó | No clasificó | No clasificó | No clasificó | No clasificó | No clasificó |
| 2015  | No clasificó     | No clasificó | No clasificó | No clasificó | No clasificó | No clasificó | No clasificó | No clasificó |
| 2017  | Cuartos de final | 5            | 3            | 0            | 2            | 8            | 3            | +5           |
| 2019  | No clasificó     | No clasificó | No clasificó | No clasificó | No clasificó | No clasificó | No clasificó | No clasificó |
| 2023  | No clasificó     | No clasificó | No clasificó | No clasificó | No clasificó | No clasificó | No clasificó | No clasificó |
| Total | 9/19             | 48           | 30           | 10           | 8            | 94           | 38           | +56          |

1- Los empates incluyen partidos que se definieron por penales.

### Récord Ante Países de Oposición
| Rival             | J  | G  | E1 | P | GF | GC | GD  | Efectividad |
| ----------------- | -- | -- | -- | - | -- | -- | --- | ----------- |
| España            | 5  | 2  | 2  | 1 | 6  | 5  | +1  | 60%         |
| Brasil            | 5  | 3  | 1  | 1 | 9  | 7  | +2  | 70.00%      |
| Japón             | 2  | 2  | 0  | 0 | 2  | 0  | +2  | 100%        |
| Cuba              | 2  | 1  | 1  | 0 | 4  | 3  | +1  | 75%         |
| Baréin            | 2  | 1  | 0  | 1 | 5  | 1  | +4  | 50%         |
| México            | 2  | 2  | 0  | 0 | 8  | 1  | +7  | 100%        |
| Uruguay           | 2  | 2  | 0  | 0 | 5  | 2  | +3  | 100%        |
| USA               | 2  | 2  | 0  | 0 | 4  | 0  | +4  | 100%        |
| Omán              | 2  | 2  | 0  | 0 | 7  | 2  | +5  | 100%        |
| Costa Rica        | 2  | 1  | 1  | 0 | 3  | 1  | +2  | 75%         |
| Escocia           | 1  | 0  | 1  | 0 | 0  | 0  | 0   | 50%         |
| Ecuador           | 1  | 1  | 0  | 0 | 2  | 1  | +1  | 100%        |
| Portugal          | 1  | 1  | 0  | 0 | 2  | 0  | +2  | 100%        |
| Argentina         | 1  | 0  | 1  | 0 | 0  | 0  | +0  | 50%         |
| Tailandia         | 1  | 1  | 0  | 0 | 7  | 1  | +6  | 100%        |
| Catar             | 1  | 0  | 1  | 0 | 0  | 0  | 0   | 50%         |
| Italia            | 1  | 1  | 0  | 0 | 4  | 0  | +4  | 100%        |
| Australia         | 1  | 1  | 0  | 0 | 1  | 0  | +1  | 100%        |
| Chile             | 1  | 1  | 0  | 0 | 3  | 0  | +3  | 100%        |
| Perú              | 2  | 1  | 1  | 0 | 3  | 1  | +2  | 75%         |
| China             | 1  | 0  | 1  | 0 | 1  | 1  | 0   | 50%         |
| Nigeria           | 1  | 0  | 0  | 1 | 1  | 2  | -1  | 0%          |
| Alemania          | 2  | 0  | 0  | 2 | 3  | 5  | -2  | 0%          |
| Trinidad y Tobago | 1  | 1  | 0  | 0 | 4  | 1  | +3  | 100%        |
| Colombia          | 1  | 1  | 0  | 0 | 2  | 1  | +1  | 100%        |
| Total             | 43 | 27 | 10 | 6 | 86 | 35 | +51 | 74.42%      |

Los empates incluyen las semifinales de los mundiales de 1991 y 1999 decididas por penales ante Catar (4-2) y Brasil (2-4).

## Jugadores

### Jugadores destacados
| - Nii Odartey Lamptey (1991) - Mohammed Gargo (1991) - Yaw Preko (1991) - Daniel Addo (1991, 1993) - Samuel Kuffour (1991, 1993) - Mark Edusei (1991, 1993) - Charles Akunnor (1993) - Emmanuel Duah (1991, 1993) - Isaac Asare (1991) - Christian Gyan (1995) - Awudu Issaka (1995) - Stephen Appiah (1995) - Emmanuel Bentil (1995) - Daniel Quaye (1997) - Laryea Kingston (1997) - Hamza Mohammed (1997) - Owusu Afriyie (1997) - Razak Pimpong (1999) - Michael Essien (1999) - Anthony Obodai (1999) - Ibrahim Abdul Razak (1999) - Ishmael Addo (1999) - Sadat Bukari (2005) | - Opoku Agyemang (2005) - Razak Salifu (2005) - Jonathan Quartey (2005) - Samuel Inkoom (2005) - David Telfer (2005) - Mubarak Wakaso (2005) - Ransford Osei (2007) - Daniel Opare (2007) - Sadick Adams (2007) - Abeiku Quansah (2007) - Tetteh Nortey (2007) |

### Premios Individuales
| Torneo | Bota de Oro de la FIFA | Jugador       |
| ------ | ---------------------- | ------------- |
| 1999   | Bota de Oro            | Ishmael Addo  |
| 1991   | Bota de Plata          | Nii Lamptey   |
| 2007   | Bota de Plata          | Ransford Osei |
| 1997   | Bota de Bronce         | Owusu Afriyie |

| Torneo | Balón de Oro de la FIFA |
| ------ | ----------------------- |
| 1991   | Nii Lamptey             |
| 1993   | Daniel Addo             |

## Entrenadores
- Otto Pfister (1991)
- Isaac Paha (1993)
- Sam Arday (1995)
- Emmanuel Afrane (1997)
- Cecil Jones Attuquayefio (1998-1999)
- Sellas Tetteh (2002-2003)
- David Duncan (2005)
- Sulley Mohammed (2005-2007)
- Sellas Tetteh (2007-2008)
- Emmanuel Kwesi Afranie (2008)
- Paa Kwasi Fabin (2020-2021)
- Abdul-Karim Zito (2021-2022)
- Ignatius Osei-Fosu (2022-)